# Eike van Repgow

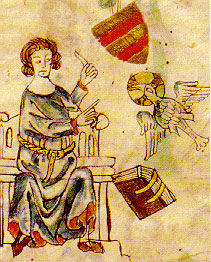
Afbeelding van Eike in de Oldenburger Sachsenspiegel

Eike van Repgow (ook von Repkow, von Repko, von Rechow, von Repgau of von Repchau evenals Heiko; ° waarschijnlijk tussen 1180 en 1190 – overleden na 1233) was de auteur van de Sachsenspiegel en had daarmee een vormende invloed op de Duitse juridische geschiedenis.

## Leven
Er is weinig bekend over Eike van Repgow, maar hij wordt genoemd in verschillende documenten die dateren uit de periode tussen 1209 en 1233. Hij was een telg van de Oostfaalse adel en het wordt vermoed dat zijn familie leenmannen waren van de aartsbisschoppen van Maagdenburg. Zijn voorouders waren in de 12e eeuw verhuisd naar de Gau van Serimunt, ten zuiden van Maagdenburg, waar ze land hadden verworven in het dorp Reppichau (in het huidige Saksen-Anhalt). Andere leden van de familie worden al eerder genoemd in 1156 en 1159. Uit vermeldingen in gerechtszaken in 1209 kan worden afgeleid dat hij rond 1180 geboren was. Het ontbreken van vermeldingen na 1233 suggereert dat hij kort daarna is overleden.
Uit het proloog van de Sachsenspiegel blijkt dat Eike zowel Latijn als Middelnederduits kon lezen. Het is niet bekend of hij kon schrijven, aangezien het destijds vrij gebruikelijk was om schrijvers in dienst te hebben. Hij was bekend met zowel het kerkelijk recht als het Romeinse recht; dus wordt aangenomen dat hij een opleiding had genoten aan een kathedraalschool, mogelijk in Halberstadt, of waarschijnlijker in Maagdenburg onder Aartsbisschop Wichmann von Seeburg.
Het is duidelijk dat hij een gerespecteerd persoon was, maar zijn precieze plaats in de feodale hiërarchie is niet met zekerheid bekend, omdat hij soms wordt genoemd onder de vrije edelen en soms onder de dienstmannen. Eike van Repgow was mogelijk een dienstman van Graaf Hendrik I van Anhalt of van Graaf Hoyer van Falkenstein, die toen diende als Vogt van de Abdij van Quedlinburg. Desalniettemin was hij waarschijnlijk een vrije edele, een zogenaamde schöffenbar freie, wat hem het recht gaf om zitting te nemen in de Thing (baronnenrechtbank). Een theorie is dat hij van adellijke afkomst was, maar net als velen anderen, een ministerialis of dienstman werd, terwijl hij zijn adellijke status behield.

## Werken

### Sachsenspiegel
Eike van Repgow vertaalde de Sachsenspiegel op verzoek van Graaf Hoyer van Falkenstein tussen 1220 en 1233. De compilator was van plan om bestaand gewoonterecht vast te leggen, niet om nieuw recht te creëren. Het werk is van groot belang, niet alleen als de eerste Duitse rechtcode, maar ook als een van de eerste belangrijke werken van Middelnederduitse proza. Zoals de auteur schrijft in het verste proloog van de Sachsenspiegel, schreef hij het eerst in het Latijn en later, op verzoek van Graaf Hoyer van Falkenstein, vertaalde hij het, met enige tegenzin, naar het Middelnederduits.
De Latijnse versie van het eerste deel, over Landrecht (gewoonterecht), is verloren gegaan, maar het tweede deel, over Lehensrecht (feodaal recht), is naar nu wordt aangenomen bewaard gebleven. Dit is de Vetus auctor de beneficiis, dat in verzen is geschreven. Er was discussie over of dit de Latijnse oorspronkelijke versie was van het deel van de Sachsenspiegel over feodaal recht of een latere vertaling ervan in het Latijn, en lange tijd werd de laatste opvatting aangehouden. Tegenwoordig is de consensus echter dat de Vetus auctor de beneficiis inderdaad de Latijnse oorspronkelijke versie is van het feodaal rechtgedeelte van de Sachsenspiegel.
Waar de oorspronkelijke versie is samengesteld, is onduidelijk. Men dacht dat het geschreven was in Quedlinburg of op het kasteel Falkenstein in de Harz, maar Peter Landau, een expert in middeleeuws kerkelijk recht, suggereerde recentelijk dat het mogelijk is geschreven in de Cisterciënzer abdij van Altzelle (nu Altzella).

### Sächsische Weltchronik
Een ander werk, de Sächsische Weltchronik, gedateerd rond 1260 wordt ook toegeschreven aan Eike, maar dit wordt als onwaarschijnlijk beschouwd.

## Herdenking
Er zijn monumenten voor Eike van Repgow in Maagdenburg, Dessau, Reppichau en Halberstadt en bij het kasteel Falkenstein in de Harz. Er is een plein naar hem vernoemd in Berlijn, en er is een openluchtmuseum gewijd aan hem en de Sachsenspiegel in zijn dorp Reppichau. Ook zijn er scholen vernoemd naar Eike van Repgow in Halberstadt en Maagdenburg.
De Eike-von-Repgow-Preis, die wordt uitgereikt met een beeldje van Eike, een certificaat en 5.000 euro, wordt jaarlijks gezamenlijk toegekend door de stad Maagdenburg en de Otto von Guericke Universiteit van Maagdenburg voor academisch werk van historische of juridische aard.

## Beroemde woorden
De oorsprong van het gezegde "Wie het eerst komt, het eerst maalt" kan worden herleid tot Eike van Repgow, die schreef (in de Sachsenspiegel): Die ok irst to der molen kumt, die sal erst malen.